# Trận Gitschin
Trận Gitschin là một trận đánh trong cuộc Chiến tranh Bảy tuần, diễn ra vào ngày 29 tháng 6 năm 1866. Trong trận chiến này, quân đội Phổ do Hoàng thân Friedrich Karl (Tư lệnh Binh đoàn thứ nhất) chỉ huy đã đánh bại hoàn toàn cuộc tiến công của quân đồng minh Áo - Sachsen do Bá tước Eduard Clam-Gallas của Áo chỉ huy (mặc dù quân số quân đội Phổ ít hơn đối phương), gây hỗn loạn cho quân đội đồng minh. Với chiến thắng này, quân Phổ đã tiêu diệt quân đoàn I của Áo và chiếm giữ được Gitschin. Do buộc người tổng chỉ huy quân đội Áo là Ludwig von Benedeck phải thay đổi mọi dàn xếp ban đầu của ông để tiến hành phòng ngự, chiến thắng Gitschin đã góp phần lớn dẫn đến đại thắng của quân đội Phổ trong trận Königgrätz.
Đối diện với cuộc tấn công của quân đội Phổ do Friedrich Karl chỉ huy vào xứ Böhmen, quân đoàn I của đế quốc Áo do Clam-Gallas chỉ huy đã bị đánh bại trong trận Münchengrätz đẫm máu. Trước tình hình đó Clam-Gallas cùng với Thái tử Albert của Sachsen phải triệt thoái về Gitschin (Jičín). Tại đây, liên quân Áo - Sachsen đã thiết lập một vị trí kiên cố ở phía trước thành phố. Ngày hôm sau, quân đội Phổ đã tiến quân theo 4 đội hình hàng dọc. Sư đoàn do Werder chỉ huy thuộc Quân đoàn số 2 (trung quân của Phổ) đã tiếp cận với đối phương trên đoạn đường giữa Sobotka và Gitschin. Đồng thời, trên đường tiến từ Turnau đến Brada và Diletz, sư đoàn của tướng Wilhelm von Tümpling đã tiếp cận với các đồn bót của quân Sachsen. Werder đã tiến công ngay lập tức. Cuộc giao chiến đã diễn ra rất quyết liệt và đẫm máu (hơn hẳn các trận đánh trước), gây thiệt hại nặng nề cho cả hai phe. Quân Áo chiến đấu kiên cường trong rừng, nhưng ở địa hình bằng phẳng họ bị hỏa lực mạnh mẽ của đối phương đánh thiệt hại nặng. Gần nửa đêm, các binh sĩ dưới quyền Werder mới đến gần Gitschin. Về hướng Bắc, Tümpling đã chiếm được làng Poidlitz và cắt đôi quân cánh phải của Áo. Trong khi đó, bước tiến của quân của Werder cũng cắt đứt đường rút lui của quân Áo tại Brada. Quân Sachsen từ Diletz đã nhanh chóng kéo về Gitschin dưới làn mưa đạn và chiến đấu dữ dội để chặn hậu cho đoàn quân rệu rã của đồng minh. Họ đã ngăn ngừa quân Phổ chiếm đóng khu chợ cho đến nửa đêm rồi rút chạy. Nhìn chung, ở nơi có hỏa pháo của liên quân thì quân đội Phổ chịu thiệt hại lớn hơn, nhưng ở nơi súng trường được sử dụng nhiều hơn thì ngược lại, và tổng tổn thất của liên quân lớn hơn Phổ.
Nhiều sĩ quan của cả hai phe đã bị thương vong trong trận chiến này. Giữa cơn hoảng loạn của liên quân, quân Sachsen đã rút lui với trật tự khá tốt nhưng quân Áo thì cuống cuồng tháo chạy. Cuộc triệt thoái đầy thảm họa của họ đã kéo dài cho đến ngày 2 tháng 7 năm 1866. Ngày hôm sau, quân kỵ binh Phổ truy đuổi đến chiến tuyến sông Bitritz. Mất Gitschin, sườn trái của Benedeck không được yểm hộ tại Dubenec, khiến cho ông phải triệt thoái về Königgrätz. trong khi đó, việc chiếm được gitschin đã tạo điều kiện cho người Phổ tổ chức cuộc tiến công phối hợp trong trận Königgrätz, đồng thời là trận chiến quyết định nhất trong cuộc chiến tranh nếu không kể chiến thắng Königgrätz của họ.